# Best Friend (Toy-Box)
Best Friend è un singolo del gruppo musicale danese Toy-Box, pubblicato nel 1998 come secondo estratto dall'album Fantastic.

## Tracce
CD singolo
1. Best Friend (Radio) – 3:28
2. Best Friend (Extended) – 4:41

CD Maxi
1. Best Friend (Single) – 3:28
2. Best Friend (Maxi) – 4:11
3. Best Friend (The Pokerboys Toy-Mix Long) – 6:26
4. Best Friend (The Pokerboys Toy-Mix Short) – 3:12
5. Best Friend (Elephant & Castle Mix) – 5:05

## Classifiche

### Classifiche settimanali
| Classifica (1999) | Posizione massima |
| ----------------- | ----------------- |
| Australia         | 39                |
| Norvegia          | 13                |
| Paesi Bassi       | 1                 |
| Regno Unito       | 41                |
| Svezia            | 23                |

### Classifiche di fine anno
| Classifica (1999) | Posizione |
| ----------------- | --------- |
| Paesi Bassi       | 13        |